# Stars and Stripes Vol. 1
Stars and Stripes Vol. 1 è il ventottesimo album in studio dei The Beach Boys pubblicato nel 1996. Si tratta, nonostante il sottotitolo "Volume 1", dell'unica escursione del gruppo nel genere della musica country.

## Il disco
L'album contiene nuove versioni di celebri successi dei Beach Boys, rilette in chiave country con la partecipazione di diversi musicisti ospiti provenienti dalla scena country-pop statunitense.
Brian Wilson, che all'epoca sembrava essersi definitivamente ripreso dai suoi disturbi mentali, fu persuaso a rientrare nel gruppo e a svolgere la funzione di co-produttore dell'album. Infine, il disco è l'ultimo album del gruppo che vede la partecipazione di Carl Wilson, che morì nel 1998.
Quando venne pubblicato, Stars and Stripes Vol. 1 vendette meglio del precedente Summer in Paradise, ma non si rivelò ugualmente un successo e venne mal accolto dalla critica. A causa di ciò, il progetto di registrare altri eventuali "volumi" della serie venne cancellato.
Tammy Wynette aveva inciso una versione di In My Room con Brian Wilson in previsione del progettato Stars and Stripes Vol. 2, che però, a causa dello scarso successo del Vol. 1, non venne mai pubblicato. La sua performance è comunque inclusa nel documentario televisivo Beach Boys: Nashville Sounds.

## Tracce
1. Don't Worry Baby (Brian Wilson/Roger Christian) - 3:16 1
2. Little Deuce Coupe (B. Wilson/Christian) - 2:50 2
3. 409 (B. Wilson/Mike Love/Gary Usher)  - 2:20 3
4. Long, Tall Texan (Henry Strzelecki) - 4:02 4
5. I Get Around (B. Wilson/Love) - 2:29 5
6. Be True to Your School (B. Wilson/Love) - 3:18 6
7. Fun, Fun, Fun (B. Wilson/Love) - 2:20 7
8. Help Me, Rhonda (B. Wilson/Love) -3:10 8
9. The Warmth of the Sun (B. Wilson/Love) -3:18 9
10. Sloop John B (trad. arr. B. Wilson) - 3:45 10
11. I Can Hear Music (Jeff Barry/Ellie Greenwich/Phil Spector) - 3:14 11
12. Caroline, No (B. Wilson/Tony Asher) - 3:19 12

### Specifiche esecutori
- 1 Voce solista Lorrie Morgan
- 2 Voce solista James House
- 3 Voce solista Junior Brown
- 4 Voce solista Doug Supernaw
- 5 Voce solista Sawyer Brown
- 6 Voce solista Toby Keith
- 7 Voce solista Ricky Van Shelton
- 8 Voce solista T. Graham Brown
- 9 Voce solista Willie Nelson
- 10 Voce solista Collin Raye
- 11 Voce solista Kathy Troccoli
- 12 Voce solista Timothy B. Schmit

## Formazione
- Junior Brown - chitarra slide
- Eddie Bayers - batteria, percussioni
- Jackie Bertoni - percussioni
- Richie Cannata - sassofono
- Steve Eisen - flauto
- Larry Franklin - violino
- Sonny Garrish - pedal steel guitar
- Al Jardine - armonie
- Drew Jardine - schiocchi delle dita
- Matt Jardine - armonie vocali, battito di mani, duetto vocale nella seconda strofa della traccia 10
- Robbie Jardine - schiocchi delle dita
- Bruce Johnston - armonie vocali
- Greg Leisz - pedal steel guitar, chitarra elettrica, chitarra acustica
- Mike Love - armonie, produttore esecutivo
- Steve Nathan - pianoforte, organo Hammond B-3, tastiere
- Mickey Raphael - armonica
- Michael Rhodes - basso
- Brent Rowan - chitarra acustica, chitarra elettrica, dobro
- Bill Ruppert - chitarra elettrica
- Joe Thomas - pianoforte acustico, tastiere, percussioni, battiti di mani, produzione
- Jimmy Webb - arrangiamento archi
- Nashville String Machine - orchestra
- Brian Wilson - armonie vocali, produzione
- Carl Wilson - armonie vocali